# تدابير علاج الإيدز
يشمل تدبير فيروس عوز المناعة البشري/الإيدز عادةً استخدام عدة أدوية مضادة للفيروسات القهقرية سعيًا لضبط العدوى بالفيروس. هناك عدة أنماط من العوامل المضادة للفيروسات القهقرية التي تؤثر في مراحل مختلفة من دورة حياة الفيروس. يُعرف استخدام العقاقير المتعددة التي تعمل على أهداف فيروسية مختلفة بعلاج الفيروسات القهقرية عالي الفعالية (إتش إيه إيه آر تي). ينقص هذا النظام العلاجي من حدة العدوى الفيروسية، ويحافظ على وظيفة الجهاز المناعي، ويقي من العدوى الانتهازية التي تقود غالبًا إلى الوفاة، ويمنع انتقال فيروس عوز المناعة البشري بين الأزواج المتباينين مصليًا سواء كانا متماثلي الجنس أو من جنسين مختلفين طالما يحافظ الشريك المصاب بالفيروس على حمل فيروسي غير مقاس.
أبدى العلاج نسب نجاح مرتفعةً في أجزاء عديدة من العالم لتصبح عدوى الفيروس حالةً مزمنةً يكون بلوغ الإيدز فيها حدثًا نادرًا. كتب أنتوني فاوتشي رئيس المعهد الوطني للحساسية والأمراض المعدية في الولايات المتحدة: «نحن على مشارف جيل جديد خال من الإيدز نتيجة عملنا الجماعي وإجراءاتنا الحازمة ومع التزامنا التام لسنوات قادمة». أشار فاوتشي في ذات التصريح إلى أن ما يقارب 700,000 شخص نجوا من المرض في عام 2010 وحده نتيجة العلاج المضاد للفيروسات القهقرية. أشار تعقيب آخر في دورية ذا لانسيت إلى أن «الأطباء يسعون حاليًا لتدبير مرض يدوم عقودًا طويلة في غياب علاج شاف له بدلًا من التعامل مع الاختلاطات الحادة المهددة للحياة».
توصي وزارة الصحة والخدمات الأمريكية ومنظمة الصحة العالمية بإعطاء الدواء المضاد للفيروسات القهقرية لجميع المصابين بفيروس عوز المناعة البشري. تؤكد هاتان المنظمتان على أهمية إشراك المرضى في الخيارات العلاجية، وتوصيان بتحليل المخاطر والفوائد المحتملة بسبب تعقيد اختيار النظام العلاجي المناسب والالتزام به، علاوةً على أهمية أخذ الأدوية بانتظام للوقاية من المقاومة الفيروسية.
تعرف منظمة الصحة العالمية الصحة على أنها حالة تتجاوز غياب المرض. هذا ما دفع العديد من الباحثين لتكريس عملهم نحو زيادة فهم تأثيرات وصمة العار المرافقة لعدوى فيروس عوز المناعة البشري والعوائق التي تضعها أمام التداخلات العلاجية والطرق التي تسمح بتجاوز هذه العقبات.

## التوجيهات العلاجية

### بدء العلاج بمضادات الفيروسات القهقرية
تغيرت إرشادات العلاج بمضادات الفيروسات القهقرية مع مرور الوقت. قبل عام 1987، لم تكن هناك أدوية مضادة للفيروسات القهقرية، إذ تمحَوَر العلاج حينها حول مضاعفات الإنتانات الانتهازية والأورام الخبيثة. بعد اكتشاف الأدوية المضادة للفيروسات القهقرية، اتّفق معظم الأطباء على ضرورة استخدامها في علاج المرضى المصابين بفيروس نقص المناعة البشرية الذين يملكون تعداد منخفض من CD4، ولكن لم يكن هناك إجماع عام حول استخدامها في علاج المرضى الذين يملكون تعداد  CD4 مرتفع.
في أبريل 1995، بدأت شركة ميرك والمعهد الوطني للحساسية والأمراض المعدية في تجنيد المرضى لفحص آثار مشاركة ثلاثة أدوية هي: الإندينافير مثبط البروتياز واثنين من نظائر النيوكليوسيد. وهذا وضّح الفوائد الجوهرية للجمع بين اثنين من مثبطات إنزيم النسخ العكسي والإندينافير الذي ينتمي لفئة جديدة من مضادات الفيروسات القهقرية ولمثبطات البروتياز. في وقت لاحق من ذلك العام، أصبح ديفيد هو من دعاة نهج «هاجم بشدة، هاجم باكرًا» الذي يدعو إلى علاج هجومي باستخدام العديد من مضادات الفيروسات القهقرية في وقت مبكر من مسار العدوى. لاحظت المراجعات اللاحقة في أواخر التسعينيات وأوائل العقد الأول من القرن الحادي والعشرين أن هذا النهج يحمل مخاطر كبيرة وآثار جانبية مرتفعة ومقاومة لأدوية متعددة؛ وبناءً على ذلك تخلى الكثيرون عنه. مع ذلك، أجمعت المؤسسات على استخدام هذا العلاج في المرضى الذين يعانون من انخفاض مناعة متقدم (عدد CD4 أقل من 350 / ميكرولتر). كان العلاج بالعقاقير المضادة للفيروسات القهقرية مكلفًا في ذلك الوقت، إذ تراوحت الكلفة بين 10000 دولار إلى 15000 دولار سنويًا.
شَكَّل موعد البدء في العلاج جدلًا داخل المجتمع الطبي إلى أن قادتنا الدراسات الحديثة إلى مزيد من الوضوح. قارنت أحد الدراسات بين المرضى الذين بدأوا العلاج بمضادات الفيروسات القهقرية عند عدد CD4 أقل من 500 مع المرضى الذي امتلكوا تعداد أقل من 350، ووجدت ارتفاع خطر الوفاة بنسبة 69% لدى الذين بدأوا العلاج بتعداد أقل. في عام 2015، أظهرت الدراسات ارتباط طول فترة حياة المرضى مع البدء بالأدوية المضادة للفيروسات القهقرية  فور التشخيص، بدلًا من انتظار انخفاض عدد CD4 إلى مستوى محدد.
تقول الحجج الأخرى التي تدافع عن وجوب بدء العلاج فور التشخيص، إن الأجهزة المناعية لدى من بدأ العلاج متأخرًا أبدت مستوى تعافي أقل مقارنةً مع من بدأ به باكرًا. وبالإضافة إلى ذلك، يرتبط ارتفاع مستوى CD4 مع انخفاض احتمال السرطان. 

### العلاج كوقاية
تدعم حجة منفصلة أخرى لبدء العلاج بمضادات الفيروسات القهقرية، وهي تأثير هذه المضادات على انتقال فيروس نقص المناعة البشرية. يقلل العلاج بمضادات الفيروسات القهقرية من كمية الفيروس في الدم والإفرازات التناسلية، وهذا سيؤدي إلى انخفاض كبير في انتقال فيروس نقص المناعة البشرية عندما يمارس الشريك الذي يملك حمولة فيروسية مكبوتة (<50 نسخة/ مل) الجنس مع شريك سلبي لفيروس نقص المناعة البشرية. صُمِّمَت تجربة سريرية ضمّت 1763 زوج متغايري الجنس في 9 دول مختلفة وخططت لمتابعتهم لمدة 10 سنوات على الأقل. قسّمت التجربة العينات إلى مجموعتين: تلقّت كلا المجموعتان تثقيفًا حول طرق منع انتقال فيروس نقص المناعة البشرية والواقيات الجنسية، وعُولجَت مجموعة واحدة فقط بمضادات الفيروسات القهقرية. أُوقِفَت الدراسة مبكرًا (بعد 1.7 عام) لأسباب أخلاقية؛ عندما أوضَحَت الدراسة توفير العلاج بالمضاد الفيروسية حماية كبيرة. حدث انتقال للعدوى لدى 28 زوج، ولكن انتمت جميع الحالات باستثناء حالة واحدة إلى مجموعة المقارنة؛ وهذا يتوافق مع انخفاض يُقدَّر بنحو  96 ٪ في خطر انتقال العدوى أثناء العلاج بمضادات الفيروسات القهقرية. حدث الانتقال الوحيد في المجموعة التجريبية مباشرةً بعد بدء المعالجة بمضادات الفيروسات القهقرية قبل الوصول إلى درجة كبح الحمل الفيروسي. يُعطَى العلاج الوقائي قبل التعرض للأفراد غير المصابين بفيروس نقص المناعة البشرية، وذلك باستخدام الأدوية المتزامن مع التثقيف الجنسي حول وسائل الحماية والفحوص الدورية لفيروس نقص المناعة البشرية/ الأمراض المنقولة بالاتصال الجنسي؛ وهذا ما سيقلل من خطر الإصابة بفيروس نقص المناعة البشرية. في عام 2011، منحت مجلة ساينس جائزة إنجاز العام للعلاج بمضادات الفيروسات القهقرية كوقاية.
في يوليو 2016، أنشأت حملة منع الدخول وثيقة إجماع وافقت عليها أكثر من 400 منظمة في 58 دولة. نصّت وثيقة الإجماع على أن خطر انتقال فيروس نقص المناعة البشرية من شخص مصاب به ضئيل إلى معدوم، وذلك في حال كان الحمل الفيروسي قليل والفيروس غير قابل للكشف في الدم لمدة 6 أشهر على الأقل، مع تعريف الخطر الضئيل بأنه «صغير جدًا أو غير مهم لا يستحق التفكير به». صرحت رئيسة الجمعية البريطانية لفيروس نقص المناعة البشرية كلوي أوركين في يوليو 2017 بما يلي: «لا ينبغي أن يكون هناك شك في الرسالة الواضحة والبسيطة التي تقول بأن الشخص الذي يملك مستويات غير قابلة للكشف من فيروس نقص المناعة البشرية في دمه بشكل مستمر، لا يمكنه نقل الفيروس إلى شركائه الجنسيين».
إضافةً إلى ذلك، ضمّت أحد الدراسات 1166 زوج كان فيها أحد الشريكين إيجابي وآخر سلبي الإصابة بفيروس نقص المناعة البشري المكتسب. تابعت هذه الدراسة المرضى في الفترة ما بين 2010 و2014، ووجدت أن المعدل المُقدَّر لانتقال العدوى عن طريق ممارسة الجنس دون الواقي الذكري من شخص إيجابي الإصابة تلقى العلاج بمضادات الفيروسات القهقرية ويملك حمل فيروسي أقل من 200 نسخة/ مل يساوي الصفر.
وخلاصة القول، تقول إرشادات منظمة الصحة العالمية للعلاج من فيروس نقص المناعة البشرية ما يلي: «إن مضادات الفيروسات القهقرية متاحة الآن حتى في أشد البلدان فقرًا، وهي أكثر أمانًا وبساطة وفعالية وأقل تكلفة من أي وقت مضى».
هناك إجماع بين الخبراء على أنه بمجرد البدء بالأدوية المضادة للفيروسات القهقرية، يجب عدم التوقف؛ وذلك لأن الضغط الانتقائي للقمع غير الكامل للتكاثر الفيروسي في ظل وجود العلاج الدوائي يتسبب في تثبيط السلالات الفيروسية الأكثر حساسية على الأدوية. يسمح ما سبق بهيمنة السلالات المقاومة للأدوية،. وهذا بدوره يجعل علاج الشخص المصاب وأي شخص آخر يصيبه صعبًا للغاية. في إحدى التجارب، امتلك الأشخاص الذين أوقفوا العلاج بمضادات الفيروسات القهقرية (بشكل دوري) معدلات أعلى لحدوث الإنتانات الانتهازية والسرطانات والنوبات القلبية والوفاة.